# HNK Hajduk Split
O Hrvatski Nogometni Klub Hajduk Split (Clube de Futebol Croata Hajduk Split), comumente referido como Hajduk Split (pronúncia croata: [xǎjduːk splît]) ou simplesmente Hajduk, é um clube profissional de futebol croata fundado em 1911, sediado na cidade de Split. O nome do time é uma homenagem aos haiduques, bandoleiros heróis dos Bálcãs. Desde 1979, o clube tem usado como sua casa o Stadion Poljud, com 35.000 lugares. As cores tradicionais da equipe são camisas brancas com calções e meias azuis.
O Hajduk foi fundado por um grupo de estudantes de Split em uma famosa taverna conhecida como U Fleků em Praga. Entre o início da década de 1920 e 1940, o Hajduk participou regularmente do campeonato nacional do Reino da Iugoslávia. Após a Segunda Guerra Mundial e a formação do sistema da liga iugoslava em 1946, o Hajduk passou todo o período da República Socialista Federativa da Iugoslávia em seu nível mais alto. A série do clube continuou depois do colapso da Iugoslávia, quando o clube se uniu à Primeira Liga croata em sua temporada inaugural em 1992, nunca tendo sido rebaixado de seu nível superior. É uma das equipas mais bem sucedidas da Croácia e da ex-Iugoslávia, vencendo nove campeonatos iugoslavos e seis campeonatos croatas, além de nove títulos iugoslavos e cinco títulos croatas de copas e cinco títulos de super-campeões croatas, sem nunca ter sido rebaixado nos países onde disputou a liga de futebol.
A "era de ouro" do clube começou na década de 1970, quando conquistaram cinco copas iugoslavas, sendo o único clube da história do futebol iugoslavo a lograr tal feito (entre 1972 e 1977), além de quatro ligas nacionais e também é o único campeão invicto (temporada 1950). As maiores conquistas europeias do Hajduk são as aparições em três quartas-de-final da Copa da Europa, uma semifinal da Copa da UEFA e uma semifinal da Recopa Europeia.
Os principais rivais do clube são o Dinamo Zagreb, com partidas entre os dois chamados de Dérbi Eterno. Os adeptos do Hajduk Split são chamados de Torcida Split (em português), que é a torcida organizada mais antiga da Europa, sendo fundada em 1950. A inspiração do nome foram os torcedores brasileiros na Copa do Mundo de 1950, que impressionaram os iugoslavos. O Hajduk é o segundo clube mais popular da Croácia, com mais de um milhão de simpatizantes ou 24% da população. Tradicionalmente, o clube tem um maior apoio na Dalmácia, onde 76% das pessoas apóiam o Hajduk.
Desde 2008, o clube é uma companhia de ações, embora não esteja listada na bolsa de valores pública, com a maioria das ações de propriedade da cidade de Split. É uma das duas equipes esportivas de propriedade de torcedores na Croácia, alcançando mais de 43.000 membros em 2016, e mais de 24.000 membros para o ano em curso. Há também mais de 50 fã-clubes Hajduk situados principalmente na Croácia e na Alemanha, mas inclusive nos Estados Unidos, Irlanda e Austrália.

## História

### Origens

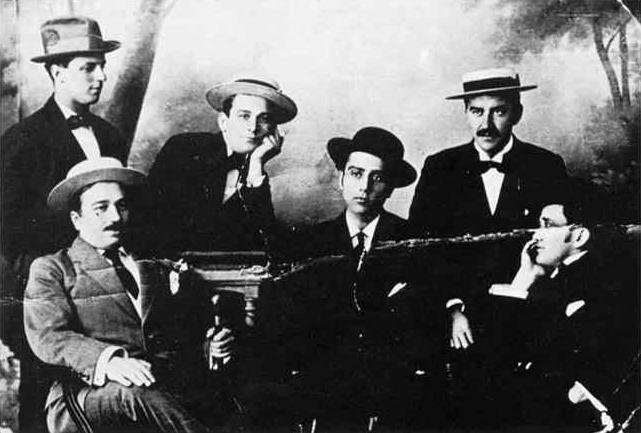
Membros fundadores do Hajduk, no U Fleků em Praga

O clube foi fundado no centenário bar U Fleků em Praga (então também parte do Império Austro-Húngaro), por um grupo de estudantes de Split: Fabjan Kaliterna, Lucijan Stella, Ivan Šakić e Vjekoslav Ivanišević. Eles foram ao pub depois de um jogo entre AC Spartae SK Slavia e decidiram que já era hora de sua própria cidade fundar um clube profissional. Todos sabiam o quão popular era o esporte em sua cidade natal, Split, e quão bem seus amigos podiam jogar.
O clube foi oficialmente registrado junto às autoridades em 13 de fevereiro de 1911. Enquanto tentava inventar um nome para o clube (outras opções eram "Velebit", "Uskok", "Marjan"...), os estudantes foram a seu antigo professor Josip Barač para aconselhamento e segundo relatos, depois de entusiasticamente invadirem seu escritório, ele disse-lhes para tomar o nome "Hajduk" que simbolizava "aquilo que é melhor em nosso povo: bravura, humanidade, amizade, amor à liberdade, desafio aos poderes e proteção dos fracos. Seja digno desse grande nome".
Os Hajduk eram bandidos romantizados que lutavam contra o domínio dos turcos otomanos. Especula-se que o famoso hajduk Andrija Šimić, que chegou triunfantemente a Split em 1902 sob o aplauso das multidões (depois de um longo período numa prisão austríaca), foi talvez a inspiração para o nome. Na sequência, os fundadores desenharam o emblema do clube e um grupo de freiras católicas de um monastério de Split fizeram cópias e os distribuiram entre os torcedores. O nome e o tabuleiro quadriculado no brasão foram considerados provocativos pela Monarquia, mas acabou permitindo, convencidos de que um clube de futebol seria uma boa maneira de treinar soldados.
O Hajduk reuniu o lado pró-croata de cidadãos de Split, sindicalistas croatas ou "puntari". É por isso que o clube tem especificamente o nome "hrvatski nogometni klub" ("clube de futebol croata") e tem o escudo de armas croata em seu escudo. O próprio clube era contra a política do governo austro-húngaro de não permitir a unificação das províncias croatas e mantê-las separadas (o governo e o imperador não permitiram a reunião da Dalmácia com o resto da Croácia). O primeiro adversário do Hajduk foi Calcio Spalato, o clube de um partido autonomista de Split e o jogo terminou com uma vitória por 9-0 (6-0) para o Hajduk. O primeiro a marcar pelo Hajduk foi Šime Raunig, diz a lenda - com o joelho.

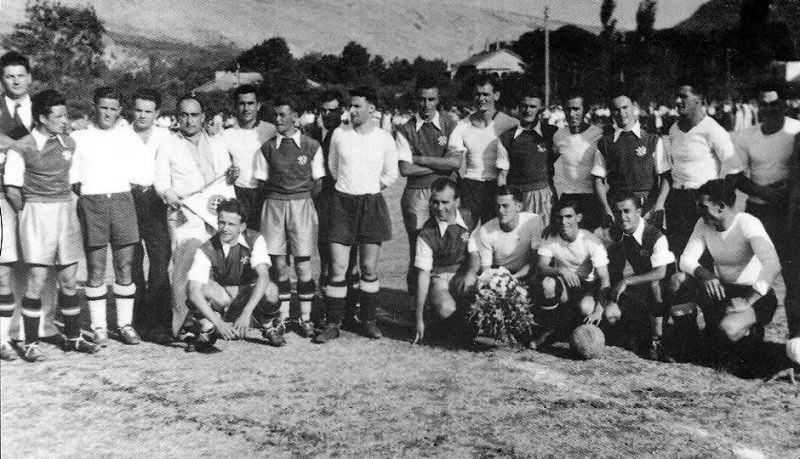
Antes do jogo: Hajduk jogou contra o HŠK Zrinjski Mostar em 13 de Agosto de 1939, vencendo por 3-2.

Em 1912, o Hajduk fez o seu primeiro jogo em Zagreb contra o clube de futebol HAŠK, e perdeu por 3–2. O primeiro jogo internacional contra um adversário eminente foi realizado em 1913 contra o clube tcheco Slavia Praga, que naquela época era um dos esquadrões mais fortes da Europa. O Hajduk acabou perdendo a partida por 1-13 (0-13). Após a formação do Reino dos Sérvios, Croatas e Eslovenos, o Hajduk entrou pela primeira vez na liga iugoslava em 1923, perdendo sua primeira e única partida naquela temporada contra o SAŠK. No entanto, no mesmo ano, em turnê pelo norte da África, o Hajduk derrotou o Marseille por 3 a 2 em sua primeira partida internacional, o que provocou comemorações em massa em Split. No ano seguinte, o plantel foi considerado tão forte que 10 dos 11 jogadores que disputaram um amistoso internacional pela Iugoslávia contra o Tchecoslováquia, eram do Hajduk. A única exceção era o goleiro, posto que o Hajduk tinha um goleiro italiano à época.
Em 1926, em homenagem ao aniversário de 15 anos do clube, o compositor Ivo Tijardović dedicou a opereta "Kraljica baluna" ao clube, tornando-o o único clube de futebol do mundo a ter sua própria opereta. Além do campeonato nacional, de 1920 a 1936 o Hajduk competiu continuamente no Campeonato da Dalmácia, tendo vencido todos menos um deles.
O Hajduk alcançou seu primeiro período de glória no final da década de 1920, quando venceu seus dois primeiros campeonatos iugoslavos (1927 e 1929), o que lhes garantiu uma vaga na Copa da Europa Central. Alguns dos melhores jogadores da época foram Leo Lemešić e Vladimir Kragić, com Ljubo Benčić vindo a se sagrar artilheiro da temporada de 1927. O treinador da época, Luka Kaliterna, passou muito tempo na equipe e é um dos grandes nomes do clube. Durante a ditadura de 6 de janeiro, o clube foi forçado a substituir o adjetivo "croata" em "Clube de Futebol Croata" por "iugoslavo", para consternação da equipe. Além disso, a década de 1930 mostrou-se desastrosa para o Hajduk, já que não venceu nenhum torneio ou campeonato, registrando apenas alguns sucessos em partidas internacionais.
Eles conseguiram ganhar um título durante a era Banovina da Croácia em 1940-41, com um impressionante recorde de 14–3‑1. Como campeão croata, o clube estava prestes a disputar os playoffs do campeonato iugoslavo, mas com a Segunda Guerra Mundial emergindo, o campeonato nunca foi concluído. Durante este tempo, o Hajduk poderia ter tido uma fantástica geração liderada pelos jovens Frane Matošić e Ratko Kacijan, bem como pelo proeminente internacional tcheco Jiří Sobotka.

### Segunda Guerra Mundial
Em abril de 1941, durante a Segunda Guerra Mundial, a Iugoslávia foi invadida, ocupada e dividida pelas potências do Eixo, com Split sendo anexada diretamente à Itália. Moradores e jogadores se opuseram à assimilação pela Itália, assim o clube deixou de competir como forma de protesto durante a ocupação de Split, recusando uma oferta para se juntar à primeira divisão italiana sob o nome de "AC Spalato". Em vez disso, Benito Mussolini fundou a Società Calcio Spalato e renomeou a casa do clube com o nome de seu filho. Após a capitulação da Itália em 1943, os Partisans temporariamente libertaram Split e desarmaram a guarnição italiana, mas o Exército Alemão rapidamente reocupou a cidade e cedeu-a ao Estado Independente da Croácia (NDH) instalado em Zagreb em 1941. A atitude do clube não mudou quando as autoridades do NDH tentaram incluir o Hajduk na Copa Independente da Croácia, já que o NDH ganhou o ressentimento de Split por alinhá-lo e particioná-lo com a Itália. Com os aliados invadindo o sul da Itália e controlando o Mediterrâneo, as ilhas do Adriático tornaram-se um refúgio para a resistência, levando ao renascimento de Hajduk em uma delas em 1944.
Os jogadores do clube juntaram-se então à sede geral dos Partisans na ilha de Vis, no Adriático. Em 7 de maio de 1944, na festa de São Domnio, o santo padroeiro de Split, na presença do líder dos Partisans Josip Broz Tito e oficiais britânicos (um deles sendo Randolph Churchill), o Hajduk foi formado novamente e começou a jogar como time de futebol oficial da resistência iugoslava. Eles competiram com times de futebol de serviço Aliado do outro lado do Adriático, na Itália, onde jogaram contra o Exército britânico em um amistoso em Bari em 23 de setembro, perante pelo menos 40.000 espectadores, perdendo por 2-7. O jogo é considerado um dos jogos de futebol mais assistidos durante os anos de guerra, com uma revanche disputada na Split liberta alguns anos depois (o Hajduk venceu por 1-0). Neste momento, a liderança do clube adotou a estrela vermelha dos Partisans como emblema no uniforme branco e azul do clube. Em 1945, o Hajduk embarcou em uma excursão por Egito, Palestina, Líbano, Síria e Malta. Viajando aproximadamente 30.000 quilômetros e jogando mais de 90 partidas, o clube venceu 74 delas, enquanto ao mesmo tempo aviões aliados lançavam panfletos por toda a Europa, fazendo com que outros clubes de futebol seguissem o exemplo do Hajduk. Quando em Beirute, Charles de Gaulle deu ao Hajduk o título de time honorário da França Livre, com o troféu sendo muito valorizado desde então.
Com sua proficiência e seu "espírito único dálmata", o clube teria impressionado Tito, que frequentemente assistia a partidas. Após a guerra, ele convidou o Hajduk para se mudar para a capital iugoslava Belgrado e se tornar a equipe oficial do Exército do Povo Iugoslavo (JNA), mas o clube recusou, querendo continuar a jogar em sua cidade natal, Split. Um dos seus futuros maiores rivais, o FK Partizan, foi fundado em seu lugar. No entanto, o Hajduk continuou a desfrutar da reputação de "favorito de Tito" mesmo muito depois da guerra. Por causa dessa relação amistosa com a resistência, ele se tornou um dos poucos clubes de futebol iugoslavos (e o único proeminente) a não ser desfeito depois da guerra pelo governo comunista (como foi o caso de vários outros clubes, especialmente os proeminentes, como BSK, Građanski, Jugoslavija, Concordia, HAŠK e Slavija).

### Os icônicos anos 50
Após Segunda Guerra Mundial, o Hajduk continuou a jogar o campeonato iugoslavo e a copa da Iugoslávia. Em 1946, eles ganharam o campeonato croata e estabeleceram a revista Jornal de Hajduk. Em 1948-49, Hajduk visitou a Austrália e se tornou o primeiro time da Iugoslávia a jogar em todos os continentes. O clube venceu o campeonato da Iugoslávia de 1950 sem uma única derrota, estabelecendo um recorde que ninguém conseguiu quebrar até o colapso da Iugoslávia, 40 anos depois. Em 28 de outubro de 1950, um dia antes de uma partida decisiva contra um de seus maiores rivais, o Estrela Vermelha de Belgrado (vitória por 2-1), a torcida oficial Torcida foi fundada. Foi criado pelo estudante de engenharia Vjenceslav Žuvela, que escolheu o nome por causa dos entusiasmados torcedores brasileiros, e a Torcida se tornou o primeiro grupo organizado de torcedores da Europa. No ano seguinte, foi concluída a reforma do estádio "Stari Plac" que abrigaria o clube por mais de três décadas.
As temporadas seguintes mostraram a supremacia do Hajduk, mas também as manipulações políticas para impedir que eles ganhassem os campeonatos. Por um lado, a Torcida era vista como uma organização hostil pelas autoridades comunistas, o que representava um risco para a consciência nacional do novo estado iugoslavo. A liderança do Hajduk foi sancionada, o capitão da equipe expulso do partido comunista e Vjenceslav Žuvela aprisionado. Além disso, durante a pausa de inverno da temporada de 1952-53, após um convite de Juan Perón, o Hajduk saiu em turnê para a América do Sul e acabou estendendo sua estadia lá. Isso fez com que eles voltassem para casa mais tarde. Porém, em vez do prometido atraso nos jogos no Campeonato, eles acabram tendo que enfrentar o BSK (derrota) e o Spartak Subotica (empate) com o time juvenil e um par de jogadores veteranos. Embora o Hajduk depois tenha batido tanto Estrela Vermelha (4–1) quanto Partizan (4–2) em Belgrado, o Estrela Vermelha foi coroado campeão por uma margem de apenas dois pontos.
Na temporada seguinte houve uma ocorrência semelhante, com os jogadores Vladimir Beara e Bernard Vukas chegando atrasados para o treinamento da equipe nacional e recebendo uma banimento de um mês do futebol. Sem estes jogadores essenciais, o Hajduk perdeu partidas importantes e o Dinamo Zagreb terminou como campeão. Tudo isto levou a lenda do clube Frane Matošić a atacar uma reunião da Associação de Futebol da Iugoslávia e disse: "Vocês têm ao menos um grama de integridade?" Em 3 de Abril de 1955, em Zagreb, o Hajduk derrotou o Dínamo por 6-0, registando o maior placar no derby entre os dois maiores clubes croatas, vencendo o campeonato depois disso. No entanto, a Associação de Futebol da Iugoslávia classificou-os para a Mitropa Cup, enquanto o Partizan foi escolhido para participar na primeira Copa dos Campeões Europeus.
No início dos anos 50, o clube teve uma de suas mais icônicas gerações de jogadores, vencendo três campeonatos iugoslavos. Dois desses jogadores - o goleiro Vladimir Beara e o meia Bernard Vukas (chamado de "Bajdo"), nascido em Zagreb, foram convocados para representar o Team Europe em amistosos contra a Grã-Bretanha. Em um dos jogos, Vukas marcou um hat-trick. Além deles, Frane Matošić marcou seus 729 gols em 739 jogos oficiais e não oficiais, estabelecendo o recorde do clube que provavelmente nunca será quebrado. Outros jogadores famosos da época incluem Božo Broketa, Ljubomir Kokeza, Slavko Luštica e Lenko Grčić.

### Péssimos anos 60 e outra geração de ouro

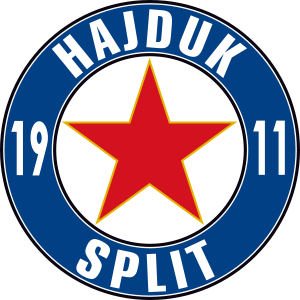
Logo do Hajduk com a estrela vermelha de 1960-1990.

A geração dos anos 50 rumou para o título de 1955, com Matošić se aposentando, Beara se transferindo para o Estrela Vermelha de Belgrado e Vukas para o clube italiano do Bolonha. Os anos 60 foram lembrados como alguns dos momentos mais difíceis da história de Hajduk. Em quatro temporadas (1963 a 1966), o clube não conseguiu passar do décimo lugar e não chegou além do quarto lugar na segunda metade da década. Na temporada 1965-66, devido ao "caso Planinić", que acusou o Hajduk de fraudar as partidas durante as temporadas mal sucedidas, cinco pontos foram deduzidos (em vez da penalidade inicial de rebaixamento) e o Hajduk conseguiu ficar na primeira divisão com muito esforço, graças a Petar Nadoveza, que conseguiu se tornar o artilheiro da liga com 21 gols. Durante esta época, o clube venceu apenas um troféu - a Copa de 1967, que também foi o primeiro troféu da Iugoslávia e mandou a equipa para a Taça dos Vencedores das Taças do ano seguinte, a sua primeira participação em uma competição internacional organizada pela UEFA. Entre os jogadores proeminentes da época estavam Ante Žanetić (membro do Time do Ano de 1960), Ivica Hlevnjak, Vinko Cuzzi e Andrija Anković.
De 1970 a 1980, o Hajduk alcançou seus anos de maior sucesso na Iugoslávia. A nova "Geração de Ouro" ganhou cinco copas consecutivas e quatro campeonatos no período de 1972 a 1979, acompanhados de notável sucesso internacional. Em 1971, e depois de uma espera de 16 anos, o Hajduk conquistou o título depois de uma memorável vitória por 4-3 sobre o Partizan em um jogo decisivo em que o Hajduk estava atrás, por 0-3. Este sucesso inesperado foi conseguido com uma equipe de jovens, e teve ainda outra vez Nadoveza como artilheiro da liga. Depois de conquistar a primeiro de cinco copas nacionais consecutivas em 1972, a equipe alcançou o primeiro grande sucesso internacional, jogando nas semifinais da Taça das Taças do ano seguinte contra o Leeds United. O técnico da equipe na época era um dos melhores da Croácia, Branko Zebec.
Depois de Zebec deixar o clube, foi substituído pelo jovem e talentoso Tomislav Ivić, que mais tarde se tornaria uma lenda do clube e um dos técnicos  mais bem sucedidos da Europa, vencendo oito campeonatos em sete países diferentes. Os primeiros três anos de Ivić viram Hajduk ganhar dois títulos iugoslavos e três taças. Em 1976, o Hajduk poderia ter vencido um terceiro bicampeonato depois de derrotar o líder do campeonato Partizan por 1-6. No entanto, houve um escândalo na última partida da temporada, quando o Partizan derrotou o Olimpija depois de marcar aos 95 minutos de partida (apesar ainda faltar mais de 20 anos para a Uefa introduzir os acréscimos) depois de várias decisões duvidosas durante a partida. Com o final da temporada, Ivić deixou o Hajduk e foi para o Ajax, mas voltaria dois anos depois, apenas para ganhar outro título da liga, o último do clube na ex-Iugoslávia.
Durante estes anos, o Hajduk alcançou as quartas-de-final da Taça dos Campeões Europeus e da Taça dos Vencedores das Taças, com notáveis vitórias em casa frente ao PSV Eindhoven (2‑0), Arsenal (2-1) e Saint Etienne (4‑1). Os jogadores internacionais notáveis do Hajduk e iugoslavos em geral incluíram os goleiro Ivan Katalinić e Radomir Vukčević; os defensores Ivan Buljan (futebolista iugoslavo do ano em 1975), Zoran Vujović, Dragan Holcer, Vilson Dezoni, Luka Peruzović e Vedran Rožić; os meias Jurica Jerković, Dražen Mužinić (futebolista iugoslavo do ano em 1975), Branko Oblak (candidato do Ballon d'Or em 1974); e os atacantes Ivica Šurjak (futebolista iugoslavo do ano de 1976) e Slaviša Žungul. O respeitado presidente do clube na época era Tito Kirigin.

### A maldição do Poljud
Em 1979, o Hajduk se mudou para o recém-projetado estádio Poljud, construído para sediar os Jogos do Mediterrâneo de 1979. No entanto, os anos 80 foram notoriamente menos bem-sucedidos, já que o clube venceu apenas três copas iugoslavas antes da desintegração do país em 1991. Os maiores problemas do clube estavam frequentemente ligadas a seu novo estádio, que tinha pista de atletismo ao redor do campo. No Plac os torcedores poderiam torcer muito mais perto de sua equipe. A temporada inaugural do clube no Poljud viu a partida oficial internacional mais icônica da história do Hajduk: as quartas-de-final da Copa da Europa de 1979-80 contra o futuro finalista Hamburgo, e uma vitória em casa por 3-2, depois de perder por 0-1. Anos mais tarde o Hajduk conseguiu vitórias em casa memoráveis contra o Valencia (4–1), Bordeau (4–1), Marseille (2–0), Tottenham Hotspur (2–1) e uma vitória amistosa contra o Manchester United (6–0), considerada a maior derrota do United fora da Inglaterra. O Hajduk também eliminou clubes como Metz (5–1, 2–2), VfB Stuttgart (3–1, 2–2), Torino (3–1, 1–1), Dnipro Dnipropetrovsk (2–0, 1‑0 e Sparta Praga (2-0, 0-1), alcançando a semifinal da Taça UEFA em 1984 e as quartas-de-final em 1986. Em 1988, durante um jogo em casa da Taça dos Vencedores das Taças com o Marselha, os problemas provocaram o jogo ser cancelado quando estava 2-0 para o Hajduk, o que concedeu a vitória para o Marseille por 0-3; o Hajduk também foi banido de todas as competições da UEFA nos próximos dois anos.
Afora sucesso internacional, os resultados em casa não foram tão impressionantes. Apesar de o Hajduk ter passado a dpecada no topo da tabela, competindo contra Dínamo de Zagreb, Partizan e Estrela Vermelha de Belgrado para formar o que era conhecido como os "Quatro Grandes da Iugoslávia", o clube não ganhou nenhum título antes de a Croácia se tornar independente. Entre os jogadores proeminentes da época estavam os goleiro Ivan Pudar e Zoran Simović (Melhor Jogador do Ano da Iugoslávia em 1983); os defensores Boro Primorac, Branko Miljuš e Jerko Tipurić; meio-campistas Blaž Slišković (jogador do Ano da Iugoslávia em 1985), Ivan Gudelj (Jogador do Ano da Iugoslávia de 1982), Zoran Vulić, Aljoša Asanović, Stipe Andrijašević, Dragutin Čelić; e o atacante Zlatko Vujović (candidato a Ballon d'Or em 1981). No final da era iugoslava, uma jovem geração de futuros que alcanaria o terceiro lugar na Copa do Mundo FIFA de 1998 começou a jogar pelo clube. Estes incluíram Igor Štimac, Robert Jarni, Alen Bokšić, Nikola Jerkan e Slaven Bilić.
Na esteira das tensões nacionais que levariam às guerras iugoslavas, durante uma turnê na Austrália, o Hajduk restaurou seu escudo tradicional com o tabuleiro croata, omitindo a estrela vermelha e provocando enormes celebrações da multidão pelo retorno. Em setembro do mesmo ano, um jogo em casa contra o Partizan seria cancelado aos 73 minutos, devido à multidão entrar no gramado e queimar a bandeira iugoslava. Mais tarde, em 8 de Maio de 1991, o Hajduk venceu a última final da Taça da Iugoslávia, derrotando o campeão europeu do ano, o Estrela Vermelha, em Belgrado, com um gol de Bokšić. Foi então atribuída a posse permanente do troféu de Tito para os vencedores da Copa da Iugoslávia ao Hajduk.

### Champions League e declínio financeiro
Nos primeiros quatro anos da HNL (campeonato croata de futebol), o Hajduk teve muito mais sucesso do que os rivais do Dínamo de Zagreb, vencendo três campeonatos nacionais, duas copas nacionais e duas supercopas, sendo a temporada 1994-95 a mais bem sucedida desde que passou a jogar na Croácia independente. O Hajduk entrou na UEFA Champions League com uma mistura de jovens jogadores como Milan Rapaić, Ivica Mornar, Tomislav Erceg, Goran Vučević e jogadores experientes como Igor Štimac, Zoran Vulić, Aljoša Asanović e Tonči Gabrić que regressaram para os ajudar. Depois de entrar na fase de grupos, o Hajduk terminou em segundo atrás do Benfica, à frente do Steaua București e do Anderlecht, antes de perder nas quartas-de-final para o futuro campeão Ajax (0-0, 0-3). Domesticamente, o clube ganhou sua primeira (e até o momento última) dupla coroa. Entretanto, mesmo que a equipe tenha um bom desempenho, o clube foi financeiramente mal administrado, acumulando uma enorme quebra financeira que levou ao bloqueio da conta do clube.
Nos cinco anos seguintes, o Hajduk ficou à sombra dos rivais mais abastados e politicamente privilegiados, o Dinamo Zagreb, e a Liga dos Campeões não estava mais ao alcance real. Entre 1995 e 2000, o clube ganhou um total de zero troféus. Após contínuos fracassos domésticos e europeus, os torcedores do Hajduk começaram a pedir a demissão de funcionários do governo e circularam a história sobre a possível privatização do clube, que na época não aconteceu. Enquanto o arquirrival Dínamo (então chamado de "Croácia Zagreb") ganhava títulos, Hajduk teve problemas com o registro de jogadores para a liga. A insatisfação entre os torcedores cresceu tanto que alguns invadiram as dependências do clube, causando uma mudança na liderança e promessas de novos inícios. Após a morte do primeiro presidente croata Franjo Tuđman, que muitos viam como privilegiando e financiando o Croácia Zagreb, em 2001, o Hajduk tornou-se campeão novamente após uma memorável vitória por 4-2 contra o Varteks em Varaždin, um jogo com mais torcedores do Hajduk. moradores locais. Infelizmente, as condições financeiras do clube ainda eram terríveis e o clube estava muitas vezes à beira da falência e do colapso.
E ainda, mesmo operando com conta bloqueada, o presidente Branko Grgić aumentou as promessas de contratações importantes e troféus. Embora o Hajduk tenha conseguido conquistar a Copa da Croácia em 2003 e os títulos da liga de 2004 e 2005, bem ter tirado o promissor Niko Kranjčar, capitão do rival Dínamo e ter trazido o lendário treinador Miroslav Blažević, quando a enfraquecida liderança política e financeira finalmente desmoronaram, o mesmo aconteceu com os resutlados do clube. O Hajduk passou o restante da década terminando atrás de seu rival, com numerosas mudanças de treinadores e gerentes e reorganizações, jogadores de qualidade duvidosa e desempenhos internacionais medíocres, o pior dos quais foi o de ser eliminado pelo Shelbourne da Irlanda e a derrota em casa por 0-5 para o Debrecen da Hungria. A eleição do novo presidente, Mate Peroš, em junho de 2008, que mudou todo o quadro de profissionais e reorganizou a administração, trouxe apenas um alívio temporário. O Hajduk conseguiu a primeira vitória fora de casa contra o Dínamo depois de cinco anos e meio (2-0), mas acabou atrás de seus rivais e chegou à final da Copa da Croácia, perdendo apenas para o Dínamo em dois jogos eletrizantes, com vitórias de ambos os times por 3-0, antes de o Dínamo vencer por 4-3 na disputa de pênaltis. Mais importante, as finanças do clube não mudaram radicalmente até a próxima temporada, quando o Hajduk se tornou uma companhia de ações de propriedade da cidade de Split. Mesmo se financeiramente seguro, o recém-nomeado presidente Joško Svaguša continuou a política de contratações caras e despesas insustentáveis para recuperar a antiga glória do clube. Em 2010, o Hajduk venceu a Copa da Croácia, seu primeiro troféu em cinco anos e mais tarde conseguiu qualificar-se para a fase de grupos da UEFA Europa League de 2010-11. Foi a primeira vez desde 1994 que o clube garantia um lugar nas fases de grupos da UEFA. Os triunfos em casa frente ao Dínamo de Bucareste (3-0), Unirea Urziceni (4-1) e Anderlecht (1-0) foram, no entanto, apenas uma reminiscência temporária dos sucessos anteriores.
Os notáveis jogadores dos anos 90 e 00 incluem os goleiros Stipe Pletikosa, Danijel Subašić e Tonči Gabrić; os defensores Igor Štimac, Igor Tudor e Darijo Srna; os médios Milan Rapaić, Nenad Pralija, Dean Računica, Niko Kranjcar, Josip Skoko, Ivan Leko, Srđan Andrić e Senijad Ibričić; e os atacantes Ardian Kozniku, Nikola Kalinić e Tomislav Erceg.
Em 13 de fevereiro de 2011, o Hajduk comemorou seu 100º aniversário com uma grande comemoração em Split e toda a Croácia, com os jogadores da Hajduk e os torcedores homenageando o clube. Toda a cidade foi decorada com bandeiras, flâmulas, cartazes e parafernália do Hajduk e houve um espetacular show de fogos de artifício sobre Split. O Hajduk jogou um amistoso com o Slavia Praga para homenagear as origens tchecas do Hajduk, perdendo por 0-2.

### Nosso Hajduk
Todo esse tempo, os torcedores, capitaneados pela Torcida, lideraram uma luta para acabar com o que eles consideravam ser uma direção politicamente dirigida do clube e colocar especialistas para salvar o Hajduk. Em 2009, eles lançaram uma iniciativa chamada "Dite puka" (Criança do Povo) que deveria ter estimulado os torcedores a comprar ações dos clubes e a ganhar o controle do clube, o que na época não aconteceu. No entanto, em julho de 2011, inspirados por exemplos na Alemanha e Suécia e organizados sob a associação "Naš Hajduk" (Nosso Hajduk), os torcedores conseguiram obter direitos de organizar eleições para membros do conselho de supervisão do clube, tornando o Hajduk o único clube na primeira liga croata controlado pela torcida e um dos dois únicos na ex-Iugoslávia (junto com o vizinho HNK Trogir).
Em 2012, o clube, com mais um problema financeiro causado por ex-presidentes do Hajduk, acabou com mais de 100 milhões de kunas em dívida e o fantasma da bancarrota parecia mais próximo. Depois de formar linhas em frente à Prefeitura para protestar, em 15 de outubro de 2012, os torcedores convenceram os líderes da cidade a assinar um seguro de empréstimo para o recém-eleito presidente Marin Brbić e iniciar a recuperação financeira do clube há muito necessária. Desde então, de acordo com o relatório financeiro anual do clube, o Hajduk está sob contínua recuperação financeira e gerencial. Em 1º de abril de 2015, Brbić foi demitido pelo conselho de supervisão do clube e substituído em 18 de maio por Ivan Kos.
Durante esse tempo, os resultados nacionais são considerados secundários, uma vez que muitos consideram que a Federação Croata de Futebol e todo o sistema de campeonatos estão sob controle do presidente não oficial do Dínamo, Zdravko Mamić. Sucessos notáveis incluem uma vitória fora de casa por 2-0 sobre a Internazionale e a conquista da Taça da Croácia de 2012–13.

## Estádio
A casa do Hajduk é o estádio Poljud. Ele tem capacidade de 35.000 pessoas e é um dos dois maiores estádios da Croácia, projetado pelo arquiteto Boris Magaš, escolhido entre outros 20 projetos em uma competição de 1975. O estádio foi construído para os Jogos do Mediterrâneo de 1979, mas também foi palco do Campeonato Europeu de 1990 de atletismo e da Taça Continental da IAAF de 2010. O estádio é carinhosamente conhecido pelos locais como "Poljudska ljepotica" ou "belezinha de Poljud". O maior público registrado foi em 1980 em uma partida contra o Hamburgo - 52.000 espectadores. Dois anos mais tarde, após a conclusão do estádio, sua capacidade foi ampliada para 62.000 no dérbi contra o Dinamo Zagreb.
De 1911 a 1979, o Hajduk jogou em um estádio chamado "Kod stare Plinare", usado hoje pelo clube de rúgbi RK Nada. O primeiro nome do estádio era "Krajeva njiva", mas depois que o clube se mudou para o Poljud, o antigo campo ficou conhecido em Split como "Stari Plac" ou "Staro Hajdukovo" (velho lugar do Hajduk). Durante este tempo, o estádio sediou uma partida entre a Iugoslávia e os Países Baixos no torneio de qualificação do UEFA Euro 1972. Os organizados do Hajduk, que mais tarde restabeleceriam o nome outrora proibido de Torcida, estavam situados nas arquibancadas do leste. Foram jogados 3.148 jogos, com 9.542 gols marcados, 11 campeonatos e seis copas conquistadas.

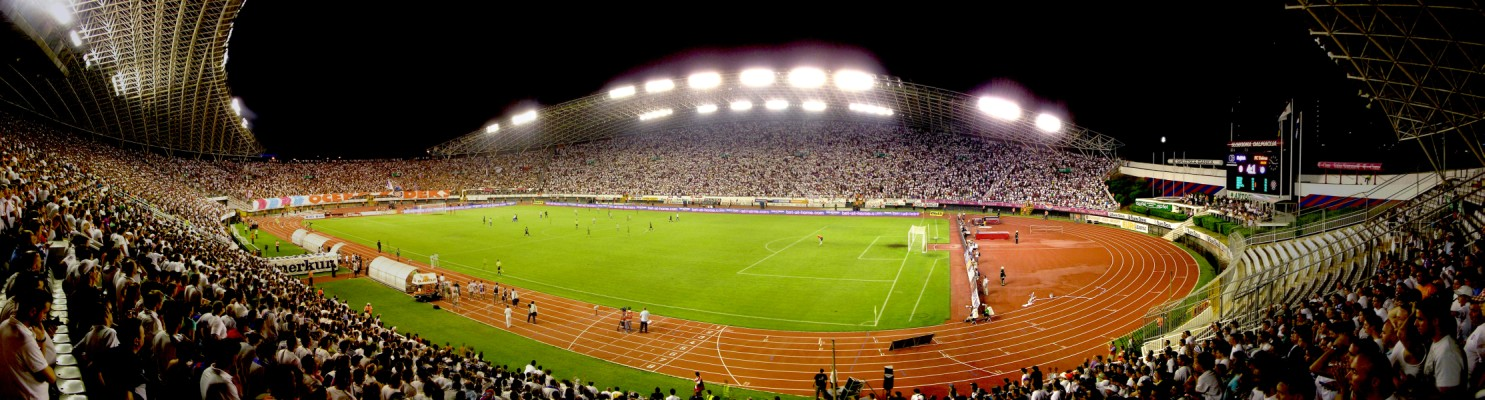
Panorama do Estádio Poljud Stadium

## Escudo e cores

### Escudo

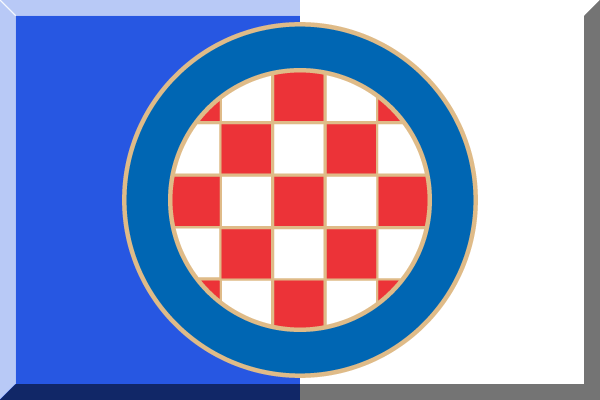
Bandeira do Hajduk Split

O escudo do Hajduk consiste no quadriculado croata com 25 casas vermelhas e brancas, delimitadas por um círculo de fita azul, com duas linhas verticais brancas de cada lado. As palavras Hajduk e Split estão escritas acima e abaixo do tabuleiro de xadrez, respectivamente. O simbolismo das linhas verticais brancas ainda está em discussão, com teorias como sendo um símbolo dos quatro fundadores, o sinal de igual ou aspas.
O brasão moderno é quase idêntico ao criado em 1911. O original foi desenhado por um dos fundadores do clube, Vjekoslav Ivanišević. Foi então levado para Ana, a irmã dos irmãos Kaliterna, que levou um desenho do brasão para um convento onde as freiras criaram de 20 a 30 peças à mão. O escudo apareceu pela primeira vez em público em 1926 durante uma performance da ópera Kraljica baluna de Ivo Tijardović como parte do cenário.
No entanto, o Hajduk não usou o emblema original antes da Segunda Guerra Mundial, uma vez que não era obrigatório na época. Depois do renascimento do clube ao final da guerra, o novo brasão tornou-se apenas uma estrela vermelha - um símbolo do antifascismo que o Hajduk defendeu durante a guerra. Em 1960, um novo distintivo foi criado, semelhante ao antigo, mas com a estrela vermelha no meio, em vez do antigo xadrez tradicional vermelho e branco. Em 1990, durante uma turnê na Austrália, o escudo original retornou e tem sido usado desde então.

### Cores
O Hajduk jogou seu primeiro jogo com uma faixa com listras verticais brancas e vermelhas, que simbolizavam o brasão croata. O antigo Conselho da Cidade Austríaco não queria ser visto como partidário e não permitiria que as cores dos clubes fossem feitas a partir da emergente tricolor croata. O clube mudou seu design de kit para listras verticais vermelhas e azuis com "Hajduk" branco escrito no meio. 1914 viu o clube escolher uma camisa branca, calção e meias azuis; uma combinação que simboliza velas brancas em um mar azul. A cor branca tornou-se desde então um símbolo para o clube, juntamente com o apelido de 'Bili' ('Brancos').
Sua camisa reserva consiste de camisas vermelhas e azuis com listras verticais (às vezes estreitas, às vezes largas), calções e meias azuis, para simbolizar a bandeira croata. De 2008 a 2011, as listras foram dispostas na horizontal. Embora a UEFA não tenha introduzido o registo obrigatório do terceiro conjunto de cores, uma possibilidade foi a de camisas com listras verticais vermelhas e brancas, mas que não foram adotadas devido à semelhança com as cores do Estrela Vermelha de Belgrado. O terceiro conjunto de cores era, portanto, uma combinação dos dois primeiros (na maioria das vezes completamente brancos), até que um novo design cinza, composto de pequenas bandeiras triangulares de ventoinhas foi introduzido em 2015.
Ao mesmo tempo, as cores principais eram uma combinação de azul marinho, branco com listras horizontais azuis, mas este kit foi usado apenas esporadicamente pelos goleiros Stipe Pletikosa e Danijel Subašić.

## Material esportivo e patrocinadores
| Período   | Material esportivo | Patrocinador de camisa                     |
| --------- | ------------------ | ------------------------------------------ |
| 1995–1996 | Diadora            | Agrokor                                    |
| 1996–1997 | Diadora            | Kaltenberg                                 |
| 1997–1999 | Diadora            | Splitska banka                             |
| 2000–2002 | Umbro              | Privredna banka Zagreb                     |
| 2002–2006 | Umbro              | Agrokor                                    |
| 2006–2010 | Umbro              | INA                                        |
| 2010      | Umbro              | NTL                                        |
| 2011      | Umbro              | Konzum                                     |
| 2012      | Umbro              | Atlas d.d. (somente 3 vezes)               |
| 2013      | Umbro              | Apfel (apenas na final da Copa da Croácia) |
| 2013–2024 | Macron             | Tommy                                      |
| 2024–     | Adidas             | Tommy                                      |

## Torcedores

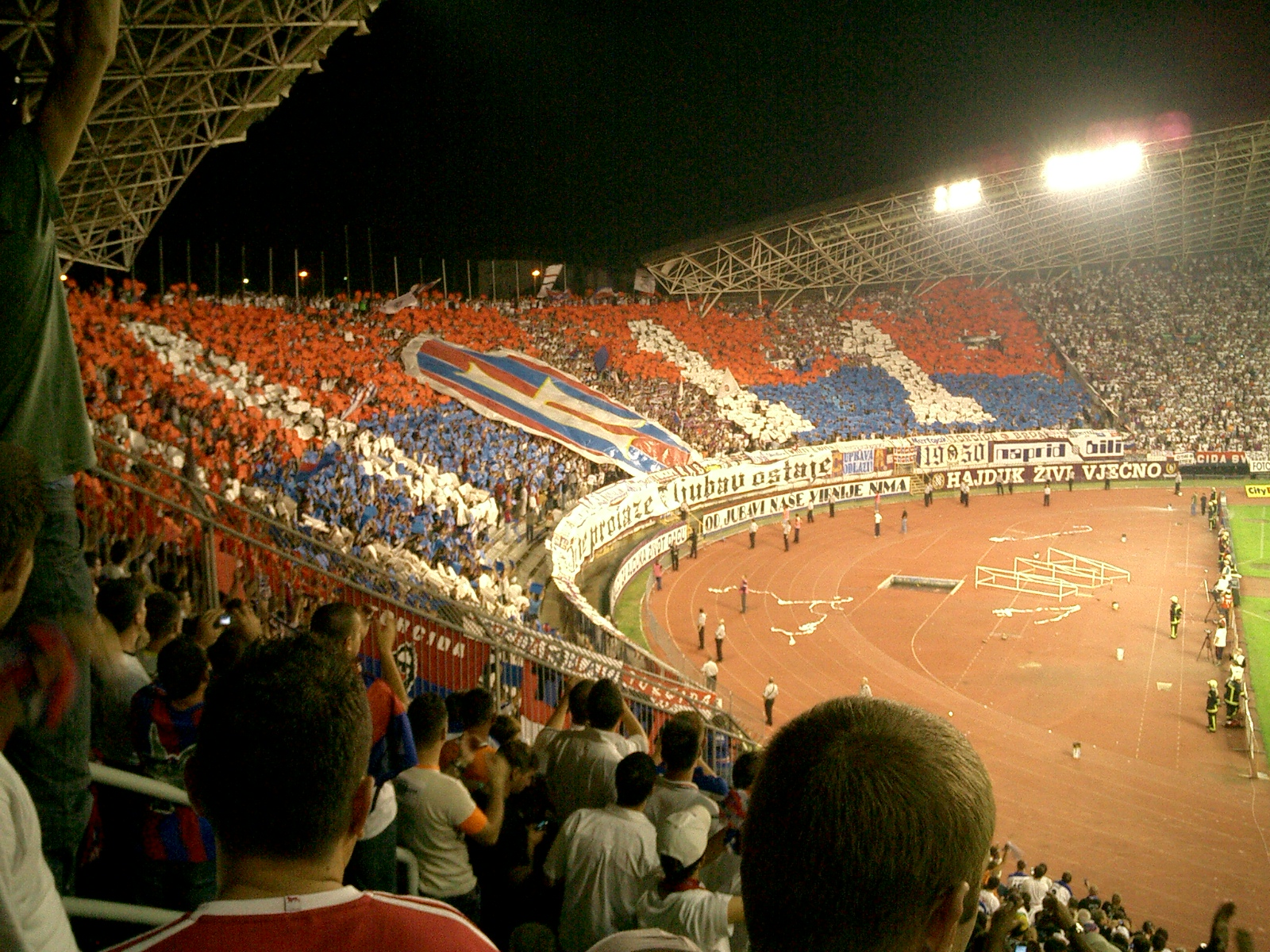
Decoração das tribunas da Torcida no estádio Poljud durante o Derby Eterno em 2006.

A organizada do Hajduk Split, a Torcida, foi formada em 28 de Outubro de 1950 por um grupo de estudantes em Zagreb - Ante Dorić, Ante Ivanišević e Vjenceslav Žuvela - e é considerada o mais antigo grupo de torcedores organizados da Europa. Eles tiraram o nome do grupo de torcedores brasileiros que eles idolatravam, por isso o nome do grupo ser escrito em português. Seu grito é "Hajduk vive para sempre".
Os membros da Torcida e outros fãs fervorosos se reúnem na arquibancada norte do estádio Poljud, de onde eles apoiam o clube. O 'Coração de Hajduk' (em croata: Hajdučko srce) é um prêmio anual de futebol que foi estabelecido em 1994 e é oficialmente concedido pelos torcedores do Hajduk Split ao melhor jogador da equipe durante a temporada. É concedido durante a competição anual de futsal Torcida Cup.

### Rivalidades

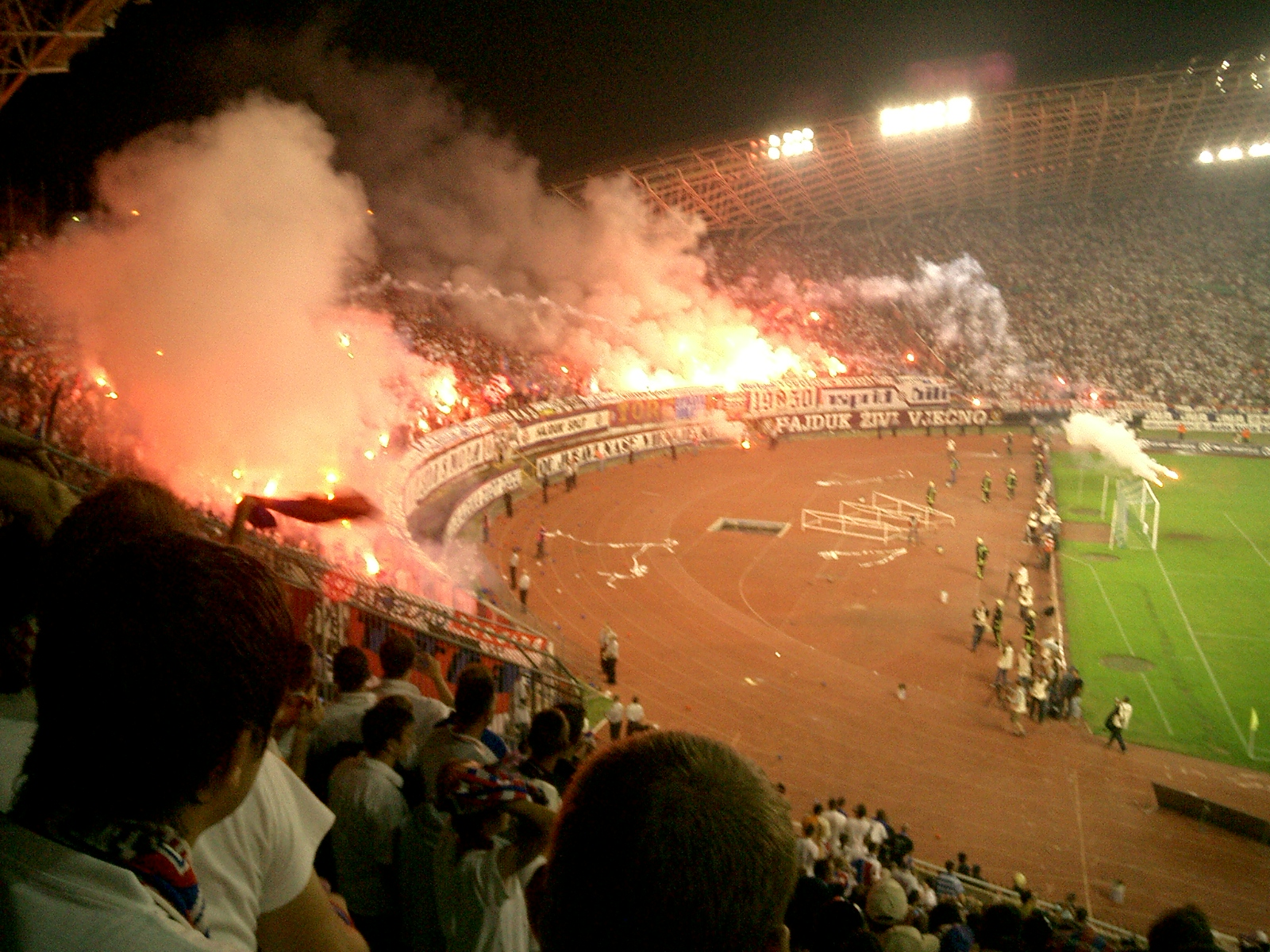
Conjunto de sinalizadores de torcedores empolgados no Poljud durante o Derby Eterno.

Hoje, os maiores rivais do Hajduk são o Dinamo Zagreb, já que os jogos entre os dois times são chamados de "Derby Eterno". Antigas grandes rivalidades costumavam incluir os clubes sérvios Estrela Vermelha e Partizan que, juntamente com o Hajduk e o Dínamo, faziam parte dos chamados "quatro grandes" iugoslavos, os maiores e mais bem sucedidos clubes da ex-Iugoslávia.
O Rijeka é 1 importante rival do clube relembrando grandes jogos entre ambos os clubes. 

## Elenco atual
Última atualização: 25 de março de 2025.

## Comissão técnica
Em 25 de março de 2025.
| Diretoria        | Cargo                      |
| ---------------- | -------------------------- |
| François Vitali  | Diretor de futebol         |
| Mario Brkljača   | Olheiro chefe              |
| Gennaro Gattuso  | Treinador                  |
| Luigi Riccio     | Assistente técnico         |
| Roberto Perrone  | Treinador de goleiros      |
| Darko Franić     | Treinador de goleiros      |
| Ante Bandalović  | Médico                     |
| Tomislav Barić   | Médico                     |
| Vladimir Ivančev | Médico                     |
| Boris Bećir      | Médico                     |
| Ante Turić       | Médico                     |
| Marko Kordić     | Médico                     |
| Marin Popović    | Dentista                   |
| Iva Tokić Sedlar | Nutricionista              |
| Josip Gruica     | Fisioterapeuta             |
| Filip Brnas      | Fisioterapeuta             |
| Nikola Šarić     | Fisioterapeuta             |
| Ivan Gršković    | Fisioterapeuta             |
| Ivo Babić        | Fisioterapeuta             |
| Bruno Dominici   | Preparador físico          |
| Dino Tenderini   | Preparador físico          |
| Antonio Plenča   | Preparador físico          |
| Boro Primorac    | Director da equipe de base |
| Ivan Vukasović   | Treinador da equipe sub-18 |
| Jure Ivanković   | Treinador da equipe sub-17 |
| Frane Lojić      | Treinador da equipe sub-16 |
| Siniša Šegović   | Treinador da equipe sub-15 |

## Estatísticas e recordes
Vedran Rožić detém o recorde de partidas oficiais no clube com 390 jogos ao longo das 12 temporadas, de 1972 a 1984. O maior artilheiro do Hajduk em todas as competições é Frane Matošić, que anotou 211 gols oficiais pelo clube, enquanto Zlatko Vujović é o maior artilheiro de todos os tempos em competições europeias, com 19 tentos.
O maior público em um jogo em casa do Hajduk é de 62.000 durante um jogo do Campeonato da Iugoslávia contra o Dínamo Zagreb em 28 de Fevereiro de 1982. O recorde de público moderno (todos sentados) é de 38.000 em um jogo contra o Dinamo Zagreb a 22 de Fevereiro de 2009.
O primeiro jogo competitivo do Hajduk foi uma vitória por 9-0 sobre o Calcio Spalato. Sua maior vitória na liga durante a era iugoslava 14–0 foi numa partida contra o Slavija Sarajevo em 1934. Na 1.HNL, a maior vitória do time foi um 10-0 contra o Radnik em 1994, enquanto sua maior derrota foi contra o Varteks em 2001, perdendo por 1-5. A maior vitória do Hajduk em competições europeias foi um 8-0 contra o Gøtu Ítróttarfelag, das Ilhas Feroe em 2002, enquanto sua pior derrota veio na forma de um 0-6 contra o Ajax em 1993.

### Coeficiente de clubes da UEFA
Em 25 de março de 2025. Fonte: 
| Posição | Movimento | Time             | Pontos | Mudança |
| ------- | --------- | ---------------- | ------ | ------- |
| 153     | Estável   | Lincoln Red Imps | 10.000 | —       |
| 154     | Estável   | Hajduk Split     | 10.000 | —       |
| 155     | Estável   | Riga             | 10.000 | —       |
| 156     | Estável   | KuPS             | 10.000 | —       |
| 157     | Estável   | Lokomotiv Moscou | 10.000 | —       |
| 158     | Estável   | TSC              | 9.625  | —       |

## Títulos

### Na Croácia
- Campeonato Croata: 6

(1992, 1993-94, 1994-95, 2000-01, 2003-04 e 2004-05)
- Copa da Croácia: 8

(1992-93, 1994-95, 1999-00, 2002-03, 2009-10, 2012-13, 2021-22, e 2022-23)
- Supercopa da Croácia: 5

(1992, 1993, 1994, 2004 e 2005)

#### Campanhas de Destaque
- Vice-Campeonato Croata: 11 vezes (1992-93, 1995-96, 1996-97, 1997-98, 1999-00, 2001-02, 2002-03, 2006-07, 2008-09, 2009-10 e 2010-11).
- Vice-Campeonato da Copa da Croácia: 4 vezes (2000-01, 2004-05, 2007-08 e 2008-09).
- Vice-Campeonato da Supercopa da Croácia: 2 vezes (2003 e 2010).

### Na Iugoslávia
- Campeonato Iugoslavo: 9

(1927, 1929, 1950, 1952, 1954-55, 1970-71, 1973-74, 1974-75 e 1978-79)
- Copa da Iugoslávia: 9

(1967, 1972, 1973, 1974, 1976, 1977, 1984, 1987 e 1991)

#### Campanhas de Destaque
- Vice-Campeonato Iugoslavo: 11 vezes (1924, 1928, 1931-32, 1932-33, 1936-37, 1947-48, 1952-53, 1975-76, 1980-81, 1982-83 e 1984-85).
- Vice-Campeonato da Copa da Iugoslávia: 5 vezes (1953, 1955, 1963, 1969 e 1990).

### Melhores resultados em competiões europeias
| Vitórias notáveis \| Temporada \| Jogos \| Marcador \| \| \| Copa dos Campeões da UEFA / Liga dos Campeões da UEFA \| Copa dos Campeões da UEFA / Liga dos Campeões da UEFA \| Copa dos Campeões da UEFA / Liga dos Campeões da UEFA \| Copa dos Campeões da UEFA / Liga dos Campeões da UEFA \| \| ----------------------------------------------------- \| ----------------------------------------------------- \| ----------------------------------------------------- \| ----------------------------------------------------- \| \| 1974–75 \| Hajduk – Saint-Étienne \| 4 – 1 \| \| \| 1975–76 \| Hajduk – PSV \| 2 – 0 \| \| \| 1979–80 \| Hajduk – HSV \| 3 – 2 \| \| \| 1994–95 \| Hajduk – Anderlecht \| 2 – 1 \| \| \| 1994–95 \| Hajduk – Steaua \| 1 – 0 \| \| \| Taça dos Clubes Vencedores de Taças UEFA \| \| \| \| \| 1991–92 \| Hajduk – Tottenham Hotspur \| 1 – 0 \| \| \| 1993–94 \| Hajduk – Ajax \| 1 – 0 \| \| \| Copa da UEFA Cup / Liga Europa \| \| \| \| \| 1978–79 \| Hajduk – Arsenal \| 2 – 1 \| \| \| 1981–82 \| Hajduk – Stuttgart \| 3 – 1 \| \| \| 1981–82 \| Hajduk – Valencia \| 4 – 1 \| \| \| 1982–83 \| Hajduk – Bordeaux \| 4 – 1 \| \| \| 1983–84 \| Hajduk – Sparta Praga \| 2 – 0 \| \| \| 1983–84 \| Hajduk – Tottenham Hotspur \| 2 – 1 \| \| \| 1985–86 \| Hajduk – Torino \| 3 – 1 \| \| \| 1985–86 \| Hajduk – Dnipro Dnipropetrovsk \| 2 – 0 \| \| \| 2010–11 \| Hajduk – Anderlecht \| 1 – 0 \| \| \| 2012–13 \| Hajduk – Internazionale \| 2 – 0 \| \| |                                |          |
| Temporada | Jogos                          | Marcador |
| Copa dos Campeões da UEFA / Liga dos Campeões da UEFA |                                |          |
| 1974–75 | Hajduk – Saint-Étienne         | 4 – 1    |
| 1975–76 | Hajduk – PSV                   | 2 – 0    |
| 1979–80 | Hajduk – HSV                   | 3 – 2    |
| 1994–95 | Hajduk – Anderlecht            | 2 – 1    |
| 1994–95 | Hajduk – Steaua                | 1 – 0    |
| Taça dos Clubes Vencedores de Taças UEFA |                                |          |
| 1991–92 | Hajduk – Tottenham Hotspur     | 1 – 0    |
| 1993–94 | Hajduk – Ajax                  | 1 – 0    |
| Copa da UEFA Cup / Liga Europa |                                |          |
| 1978–79 | Hajduk – Arsenal               | 2 – 1    |
| 1981–82 | Hajduk – Stuttgart             | 3 – 1    |
| 1981–82 | Hajduk – Valencia              | 4 – 1    |
| 1982–83 | Hajduk – Bordeaux              | 4 – 1    |
| 1983–84 | Hajduk – Sparta Praga          | 2 – 0    |
| 1983–84 | Hajduk – Tottenham Hotspur     | 2 – 1    |
| 1985–86 | Hajduk – Torino                | 3 – 1    |
| 1985–86 | Hajduk – Dnipro Dnipropetrovsk | 2 – 0    |
| 2010–11 | Hajduk – Anderlecht            | 1 – 0    |
| 2012–13 | Hajduk – Internazionale        | 2 – 0    |

## Presidentes
| Nome                        | de–a    |
| --------------------------- | ------- |
| Željko Kovačević            | 1997–00 |
| Branko Grgić                | 2000–07 |
| Željko Jerkov               | 2008    |
| Mate Peroš                  | 2008–09 |
| Joško Svaguša               | 2009–10 |
| Josip Grbić                 | 2010–11 |
| Hrvoje Maleš                | 2011–12 |
| Marin Brbić                 | 2012–16 |
| Marijana Bošnjak (interina) | 2016    |
| Ivan Kos                    | 2016–18 |
| Jasmin Huljaj               | 2018–19 |
| Marin Brbić                 | 2019–20 |
| Lukša Jakobušić             | 2020–24 |
| Marinka Akrap               | 2024    |
| Ivan Bilić                  | 2024–   |

## Prêmios
- Maio de 1945: Carta da equipe honorável da França Livre, assinada pessoalmente por Charles de Gaulle.[43]
- Setembro de 1945: Ordem do Mérito do Povo com Raios de Prata.
- Setembro de 1945: Ordem da Fraternidade e Unidade com Grinalda de Ouro.
- 1980: "Troféu Jovem" da Federação Croata de Futebol.
- 1986: Prêmio Estatal de Esportes "Franjo Bučar".